# Bob Said
Bob Said   (Nova York, 5 de maig de 1932 - Seattle, 24 de març de 2002) va ser un pilot de curses automobilístiques i pilot de bob estatunidenc que va arribar a disputar curses de Fórmula 1.

## A la F1
Va debutar a l'última cursa de la temporada 1959 (la desena temporada de la història) del campionat del món de la Fórmula 1, disputant el 12 de desembre del 1959 el GP dels Estats Units al Circuit de Sebring.
Bob Said va participar en una única prova puntuable pel campionat de la F1, no aconseguint finalitzar la cursa i no assolí cap punt pel campionat del món de pilots.
Fora de la F1 va participar en els Jocs olímpics d'hivern de Grenoble'68 i Sapporo'72 com a practicant de bobsleigh.

## Resultats a la Fórmula 1
| Any  | Equip                       | Xassís    | Motor | 1   | 2   | 3   | 4   | 5   | 6   | 7   | 8   | 9       | Posició | Punts |
| ---- | --------------------------- | --------- | ----- | --- | --- | --- | --- | --- | --- | --- | --- | ------- | ------- | ----- |
| 1959 | Connaught Cars / Paul Emery | Connaught | Alta  | MON | 500 | HOL | FRA | GBR | ALE | POR | ITA | USA Ret | -       | 0     |

### Resum
| Curses: | Victòries: | Pòdiums: | Poles: | Voltes ràpides: | Punts: |
| ------- | ---------- | -------- | ------ | --------------- | ------ |
| 1       | 0          | 0        | 0      | 0               | 0      |